# جزر جداري
جزر جداري (الاسم العلمي:Daucus muricatus) هو نوع من النباتات يتبع جنس الجزر من الفصيلة الخيمية.